# Foiano di Val Fortore
Foiano di Val Fortore község (comune) Olaszország Campania régiójában, Benevento megyében.

## Fekvése
A megye északkeleti részén fekszik, 80 km-re északkeletre Nápolytól, 30 km-re északkeletre a megyeszékhelytől. Határai: Baselice, Molinara, Montefalcone di Val Fortore, Roseto Valfortore, San Bartolomeo in Galdo, San Giorgio La Molara és San Marco dei Cavoti.

## Története
A települést a normann időkben alapították. A következő századokban nemesi birtok volt. A 19. században nyerte el önállóságát, amikor a Nápolyi Királyságban felszámolták a feudalizmust. 1861-ben csatolták a megyéhez, addig Capitanata része volt. 

## Népessége
A népesség számának alakulása:

## Főbb látnivalói
- San Giovanni-templom
- Madonna del Rosario-templom
- Santa Maria di Gualdo di Mazzocca-apátság